# Shūji Fujimoto
Shūji Fujimoto (japanisch 藤本 修司 Fujimoto Shūji; * 10. April 1988 in der Präfektur Osaka) ist ein ehemaliger japanischer Fußballspieler.

## Karriere
Fujimoto erlernte das Fußballspielen in der Jugendmannschaft von Mitsubishi Yowa und der Universitätsmannschaft der Senshū-Universität. Seinen ersten Vertrag unterschrieb er 2011 bei JEF United Chiba. Der Verein spielte in der zweithöchsten Liga des Landes, der J2 League. Im Juni 2012 wurde er an den Ligakonkurrenten Gainare Tottori ausgeliehen. Für den Verein absolvierte er fünf Ligaspiele. 2013 kehrte er zu JEF United Chiba zurück. 2014 wechselte er zu Vonds Ichihara. Ende 2018 beendete er seine Karriere als Fußballspieler.